# اسلام‌آباد کرد
اسلام‌آباد کُرد یا شاه‌آباد، روستایی در دهستان حومه بخش مرکزی شهرستان سملقان در استان خراسان شمالی ایران است. این روستا، مرکز دهستان حومه است.

## جمعیت
بر پایه سرشماری عمومی نفوس و مسکن در سال ۱۳۹۵، جمعیت این روستا برابر با ۱٬۱۶۷ نفر (۳۶۷ خانوار) بوده‌است.